# Таманский археологический музей
Таманский археологический музей — музей таманского филиала Краснодарского историко-археологического музея.

## Этапы становления
- 1975 г. Создание на базе городища «Гермонасса-Тмутаракань».
- 1977 г. Открытие археологической экспозиции на базе материалов раскопок Таманского городища.
- 1988 г. Открыта экспозиция «Археологические памятники Таманского полуострова» в обновленном здании[1].

## Экспозиционные залы
- История археологических исследований и памятники культуры, быта и религии Таманского городища VI в. до н.э. – сер. XVIII в.
- История древних городов-полисов и греков-переселенцев, обосновавшихся на  Таманском полуострове с пер. пол. VI в. до н.э[1].

## Археологическое значение
Музей  объединяет вокруг себя научно-исследовательские экспедиции, работающие на территории Таманского полуострова. Имеется оборудованная реставрационная лаборатория. В фонды музея поступают коллекции из раскопок Фанагории, Гермонассы - Тмутаракани, Патрейского городища, Кеп, Ильичевского памятника, мыса Рубан, Приазовского, с поселений Волны, Артющенко,Вышестеблиевская. Коллекции содержат терракоту, лекифы, чернолаковую керамику, монеты, печати, амфорный материал и пр.